# 泰尔萨讷 (上维埃纳省)
泰尔萨讷（法語：Tersannes，法語發音：[tɛʁsan]）是法国新阿基坦大区上维埃纳省的一个市镇，属于贝拉克区。

## 地理
泰尔萨讷（46°17'51"N, 1°7'20"E）面积24.64 平方千米，位于法国新阿基坦大区上维埃纳省，该省份为法国中西部省份，北起顺时针与安德尔省、克勒兹省、科雷兹省、多爾多涅省、夏朗德省和维埃纳省接壤。
与泰尔萨讷接壤的市镇（或旧市镇、城区）包括：阿扎勒里、拉巴泽日、丹萨克、吕萨克莱塞格利斯、马尼亚克拉瓦勒、韦尔讷伊穆斯捷。

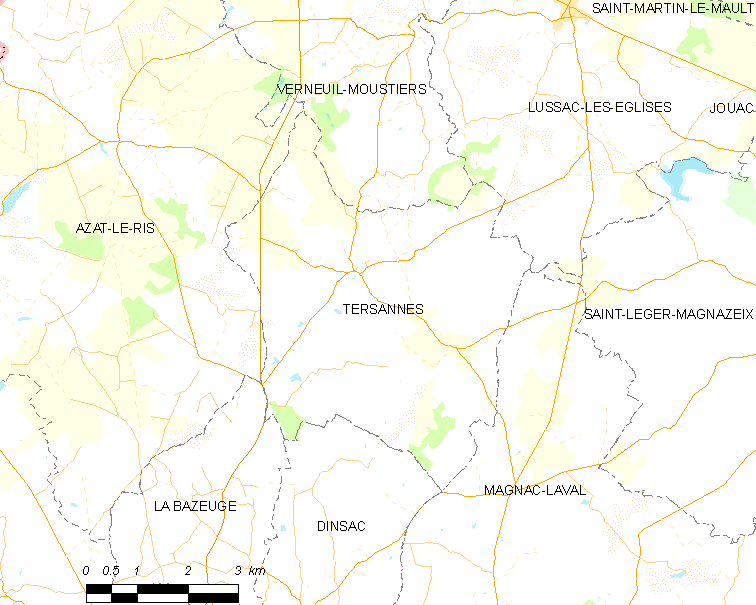
的OSM定位图

泰尔萨讷的时区为UTC+01:00、UTC+02:00（夏令时）。

## 行政
泰尔萨讷的邮政编码为87360，INSEE市镇编码为87195。

## 政治
泰尔萨讷所属的省级选区为沙托蓬萨克县。

## 人口

1962-2008年间人口变化图示

泰尔萨讷于2022年1月1日时的人口数量为128人。